# 경주 설씨 (설손)
경주 설씨(慶州 偰氏)는 경상북도 경주시를 본관으로 하는 한국의 성씨이다. 시조 설손(偰遜)은 위구르 사람으로 원(元)나라의 단주태수(單州太守)를 지내다가 1358년(공민왕 7년) 고려에 귀화하여 부원후(富原侯)에 봉해졌다.

## 역사
위구르(回鶻) 사람이 설련하(偰輦河)에서 살았기 때문에 설(偰)로 성씨를 삼았다.
원나라 태부 설극직(偰克直)의 6세손 설문질(偰文質)이 원나라에서 참지정사를 지냈고, 설문질의 손자 설손(偰遜, ? ~ 1360)은 순제(順帝) 때 진사시(進士試)에 급제해 한림응봉문자(翰林應奉文字)·선정원단사관(宣政院斷事官)을 지내고 홍건적이 대령을 침범하자 1358년(공민왕 7)에 병란을 피하여 고려로 왔다. 왕이 원나라에 있을 때 황태자를 단본당(端本堂)에서 시종하면서 설손과 구면이 있었으므로 그를 크게 후대했다. 집을 하사하고 고창백(高昌伯)으로 봉하였다가 부원후(富原侯)로 다시 봉하고 부원(富原)에 농토를 하사하였다.
설손의 맏아들 설장수(偰長壽)는 서역인(西域人) 출신이기 때문에 왕의 특명으로 1362년 문과에 급제해 판전농시사(判典農寺事)와 밀직제학(密直提學)을 역임하고, 완성군(完城君)에 봉해졌으며 추성보리공신(推誠輔理功臣)에 녹권되었다. 1387년(우왕 13) 지문하부사(知門下府事)로 명나라에 다녀오고, 1389년(창왕 즉위년) 정당문학(政堂文學)으로 우왕(禑王) 손위(遜位)의 표문(表文)을 가지고 다시 명나라에 다녀왔다. 공양왕을 세울 때 모의에 참여, 공이 있었으므로 1390년(공양왕 2) 충의군(忠義君)에 봉해졌고, 문하찬성사(門下贊成事)로 승진하였다. 이듬해 정난공신(定難功臣)의 호를 받았고, 1392년 판삼사사(判三司事)로서 지공거(知貢擧)를 겸하였다. 이 해 정몽주(鄭夢周)가 살해될 때 일당으로 지목되어 해도(海島)에 유배되었다. 조선이 건국된 뒤 태조(太祖)의 특명으로 1396년(태조 5) 검교문하시중(檢校門下侍中)에 복직되고, 계림(鷄林)을 본관으로 받고 연산부원군(燕山府院君)에 봉해졌다. 시호는 문량(文良)이다.
설손의 4남 설경수(偰慶壽)는 1376년(우왕 2) 문과에 급제하였고, 「천상열차분야지도(天象列次分野之圖)」의 글씨를 썼다. 설경수의 아들 설순(偰循)은 1427년 문과에 급제하여 동지중추부사(同知中樞府事)를 지냈다.
설손의 5남 설미수(偰眉壽)는 1407년 참지의정부사로 재직 중 둔전제(屯田制)의 실시를 건의하여 실행하게 하였고, 호조와 공조의 판서를 거쳐, 1410년 예조판서, 이듬해 검교판한성부사(檢校判漢城府事)를 지냈으며, 1414년 다시 예조판서를 거쳐 검교우참찬(檢校右參贊)에 이르렀다. 시호는 공후(恭厚)이다.